# Мадмас (посёлок)
Ма́дмас — посёлок в Усть-Вымском районе Республики Коми России. Административный центр сельского поселения «Мадмас».

## Этимология
Назван по реке Мадмас (приток Шиеса). С коми языка мӧд мӧс переводится как «второй приток», «второй исток».

## История
Возник как посёлок спецпереселенцев в 1930-е годы. С 1939 — лесоучасток Мадмас в Межегском сельсовете. С 1956 — посёлок лесозаготовителей.
С 23 сентября 1975 — центр Мадмасского сельсовета.

## География
Посёлок расположен в 23 км от железнодорожной станции Ши́ес (Ленский район Архангельской области).

## Население
| 2010 |
| ---- |
| 793  |

## Памятники
- Мемориал участникам Великой Отечественной войны — установлен в поселковом парке, на нём размещены 93 фамилии.

## Экономика
Экономическая специализация Мадмаса — промышленность, в нём расположены: Железнодорожная станция Мадмас, участок ПЧ-28 ОАО «РЖД», 3 торговых точек, Мадмасское лесничество Айкинского лесхоза, лесопильный цех, 3 индивидуальных предпринимателя по заготовке леса.

## Связь
Услуги сотовой связи оказывают МТС и Теле-2. Имеется скоростной Интернет.

## Инфраструктура и транспорт
- Дом культуры
- Дом спорта
- МБОУ «Средняя общеобразовательная школа»
- МБДОУ «Детский сад»
- Амбулатория врача общей практики
- Отдельный пожарный пост
- Почтовое отделение Почты России
- Сбербанк России
- Котельная центральная
- Электрокотельная
- АТС

Через Мадмас проходит техническая дорога вдоль газопровода, которая ведёт в Архангельскую область. Газа в Мадмасе нет.